# Haute-Corse
Haute-Corse (fransk udtale: [otˈkɔʀs]?) er det nordlige departement på Korsika

## Historie
I 1073 skabte Korsika under Pisas styre et antal “pieve” (fra latin plebs, plebis = ”folk”), som er forløbere for kantonerne. To århundreder senere (1284) blev Korsika, nu under Genova, opdelt i to provinser: på denne side af bjergene, dvs. mod nordøst, og på den anden side af bjergene, dvs. mod sydvest. De to dele, Golo i nord og Liamone i syd, blev først nedlagt i 1768, da Korsika blev fransk og dermed omdannet til ét departement.
Med loven af 1975 blev de to nuværende departementer dannet: Corse-du-Sud og Haute-Corse. Haute-Corse har et areal på 4.665,57 km², med en befolkning på 170.828 indbyggere , så befolkningstætheden (36 indbyggere pr. km²) er meget lav. Til sammenligning har hovedlandet en tæthed på 108 indbyggere pr. km².

## Administrativ inddeling af Haute-Corse
Departementet består af 236 kommuner samlet i 30 kantoner.
Decentraliseringslovene har overført et stort ansvar til departementets generalråd og dets præsident, da man tillagde departementerne nye kompetencer efter 1982.
En kanton er en valgkreds, som bruges ved valg af rådets medlemmer, men samtidig med at et rådsmedlem er valgt i sin kanton, er han også valgt i departementet.
Den administrative inddeling er foretaget i 2014, hvor der skete en del sammenlægninger og overflytninger. Indbyggertallene stammer fra folketællinger i 2015.
Haute-Corse opdeles i tre arrondissementer:
Arrondissementet Bastia:
- 10 kantoner
- 27 kommuner
- Areal: 474 km²
- Indbyggertal: 84.673 personer

Arrondissementet Calvi:
- 6 kantoner
- 51 kommuner
- Areal: 1.338 km²
- Indbyggertal: 29.440 personer

Arrondissementet Corte:
- 14 kantoner
- 158 kommuner
- Areal: 2.853 km²
- Indbyggertal: 56.715 personer[2]

## Politik
- Præfektur: Bastia
- Domstol: Bastia

## Vigtigste byer
- Bastia
- Calvi
- Corte

## Klima
- Målestation: Bastia
- Data: 1991

| Data ved havets overflade           | J  | F  | M  | A  | M  | J  | J  | A  | S  | O   | N  | D  |
| ----------------------------------- | -- | -- | -- | -- | -- | -- | -- | -- | -- | --- | -- | -- |
| Gennemsnitlige maksimumtemperaturer | 13 | 14 | 15 | 17 | 21 | 25 | 28 | 28 | 25 | 21  | 17 | 14 |
| Gennemsnitlige minimumtemperaturer  | 5  | 5  | 6  | 8  | 11 | 15 | 18 | 18 | 15 | 12  | 8  | 6  |
| Antal solrige dage                  | 4  | 3  | 5  | 5  | 5  | 7  | 14 | 10 | 8  | 6   | 4  | 4  |
| Antal dage med overskyet himmel     | 10 | 9  | 10 | 8  | 6  | 3  | 1  | 1  | 4  | 6   | 9  | 10 |
| Antal regnvejrsdage                 | 7  | 7  | 8  | 6  | 5  | 3  | 2  | 3  | 5  | 7   | 8  | 8  |
| Nedbørsmængde i mm                  | 70 | 85 | 70 | 60 | 43 | 30 | 12 | 35 | 50 | 105 | 95 | 95 |
| Vandtemperaturer nær kysten         | 14 | 13 | 12 | 14 | 16 | 19 | 24 | 24 | 23 | 22  | 19 | 17 |

Dage pr. år med
- Nedbør over 1 mm: 70
- Frost: 5
  - Første frost: 9. Januar
  - Sidste frost: 12. Februar
- Snevejr: 2
- Torden: 38
- Hagl: 5[3]

## Ekstern henvisning
- "Departementets netsted" (fransk). Arkiveret fra originalen 30. juni 2004. Hentet 15. juli 2004.
- "Rejseguide til Korsika" (fransk).

42°28′N 9°12′Ø / 42.47°N 9.2°Ø